# Piz Chaschauna
Piz Chaschauna är en bergstopp i Schweiz.   Den ligger i regionen Maloja och kantonen Graubünden, i den östra delen av landet, 200 km öster om huvudstaden Bern. Toppen på Piz Chaschauna är 3 071 meter över havet, eller 330 meter över den omgivande terrängen. Bredden vid basen är 4,5 km.
Terrängen runt Piz Chaschauna är bergig norrut, men söderut är den kuperad. Runt Piz Chaschauna är det ganska glesbefolkat, med 25 invånare per kvadratkilometer.. Närmaste större samhälle är Samedan, 16,5 km väster om Piz Chaschauna. 
Trakten runt Piz Chaschauna består i huvudsak av gräsmarker.